# Coda (system plików)
Coda – rozproszony, sieciowy system plików, wywodzący się z AFS2 (Andrew FS). Testowy serwer Cody ma adres testserver.coda.cs.cmu.edu. Na jej bazie powstał między innymi eksperymentalny system uruchamiania oprogramowania dla Linuksa, Konvalo, którego serwer znajduje się pod adresem konvalo.org.